# Antimacrosiphon bullacaudatum
Antimacrosiphon bullacaudatum är en insektsart som beskrevs av Zhang, G.-x. och Ge-Xia Qiao 1998. Antimacrosiphon bullacaudatum ingår i släktet Antimacrosiphon och familjen långrörsbladlöss. Inga underarter finns listade i Catalogue of Life.